# Mascarada (film din 1941)
Mascarada (titlul original: în rusă Маскарад, transliterat: Mascarad) este un film dramatic sovietic, realizat în 1941 de regizorul Serghei Gherasimov, după piesa omonimă din 1835 a scriitorului Mihail Lermontov, protagoniști fiind actorii Nikolai Mordvinov, Tamara Makarova și Mihail Sadovski.

## Rezumat
Arogantul Evgeny Arbenin, un jucător pasionat, un hărpăreț care a reușit să încerce totul și să fie dezamăgit în multe feluri, a cunoscut o fată frumoasă, idealul purității și al bunătății cu care în curând s-a și căsătorit. Viața cu Nina i-a oferit pace, o viață retrasă și cel mai important, dragoste. Dar cei pe care înainte i-a umilit, ruinat și călcat în picioare au rămas în preajmă. Aici intervine o povestea de dragoste. O combinație fatală de circumstanțe trezește un sentiment de gelozie în Arbenin, transformându-l în câteva zile într-un răufăcător și un criminal. Toarnă otravă în înghețata Ninei și se uită la chinurile ei de moarte cu un sentiment de satisfacție crezând că și-a făcut binemeritata dreptate. Dar în curând se ivește dovada inocenței ei...

## Distribuție
- Nikolai Mordvinov – Evgheni Arbenin
- Tamara Makarova – Nina
- Mihail Sadovski – cneazul Zvezdici
- Sofia Magarill – baroana Ștral
- Antonin Pankrîșev – Kazarin
- Emil Gal – Șprih
- Serghei Gherasimov – Necunoscutul
- Mihail Ivanov – rol episodic (nemenționat)
- Ursula Krug – o invitată la bal (nemenționat)
- Liubov Sokolova – o participantă la bal (nemenționat)

## Erată
- În poster titlul este din greșeală trecut „o producție a studioului Mosfilm”, în loc de „Lenfilm”.